# Kviinge kyrka
Kviinge kyrka är en kyrkobyggnad i Kviinge (Hanaskog). Den tillhör Kviinge församling i Lunds stift.

## Kyrkobyggnaden
Den nuvarande kyrkan är från slutet av 1300-talet. Det är en romansk absidkyrka av gråsten. Den ersatte en tidigare kyrka, på samma plats, som byggdes i slutet av 1100-talet eller början av 1200-talet. På 1400-talet slogs kryssvalv och kyrktornet byggdes till och kalkmålningar utfördes av Fjälkingemästaren. 1792 utvidgades kyrkan med en korsarm i norr, som renoverades 2012.
Ytterligare en tillbyggnad planeras och byggs med start december 2024. Färdig sommaren 2025.
Louis De Geer, Sveriges första statsminister, är begraven på kyrkogården.

## Inventarier
- Altaruppsatsen från 1600-talet är rikt snidad med en målad reliefframställning av korsfästelsen i mitten.
- Predikstolen har en rik ornamentering med evangelisterna och kardinaldygderna. Den tillverkades 1605 av Daniel Tommisen, som också gjort predikstolen i Sankt Petri kyrka i Malmö.
- Dopfunten i sandsten är samtida med kyrkan.
- I absiden finns fragment av kalkmålningar från 1400-talet.
- 1941 skänktes Anna Krabbegårds brudkrona till kyrkan.
- Storklockan göts 1631, men har blivit omgjuten 1732 och 1904.

## Orgel
- 1837 byggde Pehr Zacharias Strand, Stockholm en orgel med 8 stämmor.
- 1931 byggde M J & H Lindegren, Göteborg en orgel med 15 stämmor.
- Den nuvarande orgeln byggdes 1984 av J. Künkels Orgelverkstad AB, Lund och är en mekanisk orgel. Fasaden är ny och ritad av Torsten Leon-Nilson. Denna orgel nedmonterades och såldes under 2023. En digital orgel installerades.

| Huvudverk I  | Svällverk II      | Pedal       | Koppel |
| Rörflöjt 8'  | Gedackt 8'        | Subbas 16´  | I/P    |
| Principal 4' | Fugara 8'         | Gedackt 8'  | II/P   |
| Träflöjt 4'  | Blockflöjt 4'     | Koralbas 4' | II/I   |
| Kvint 2 2/3' | Svegel 2'         |             |        |
| Waldflöjt 2' | Larigot 1 1/3'    |             |        |
| Ters 1 3/5'  | Tremulant         |             |        |
| Mixtur IV    | Crescendosvällare |             |        |

## Galleri

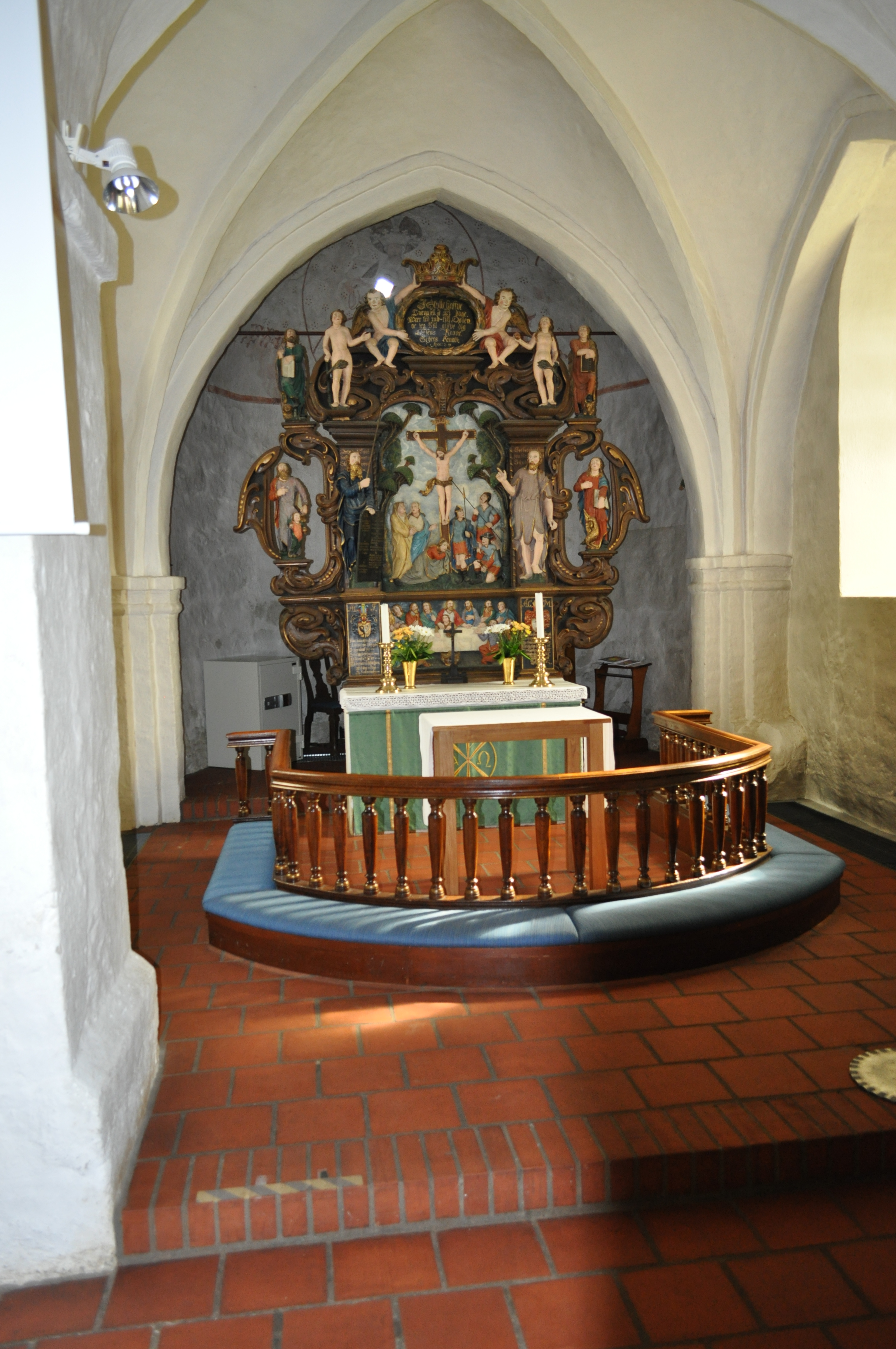
Korabsiden
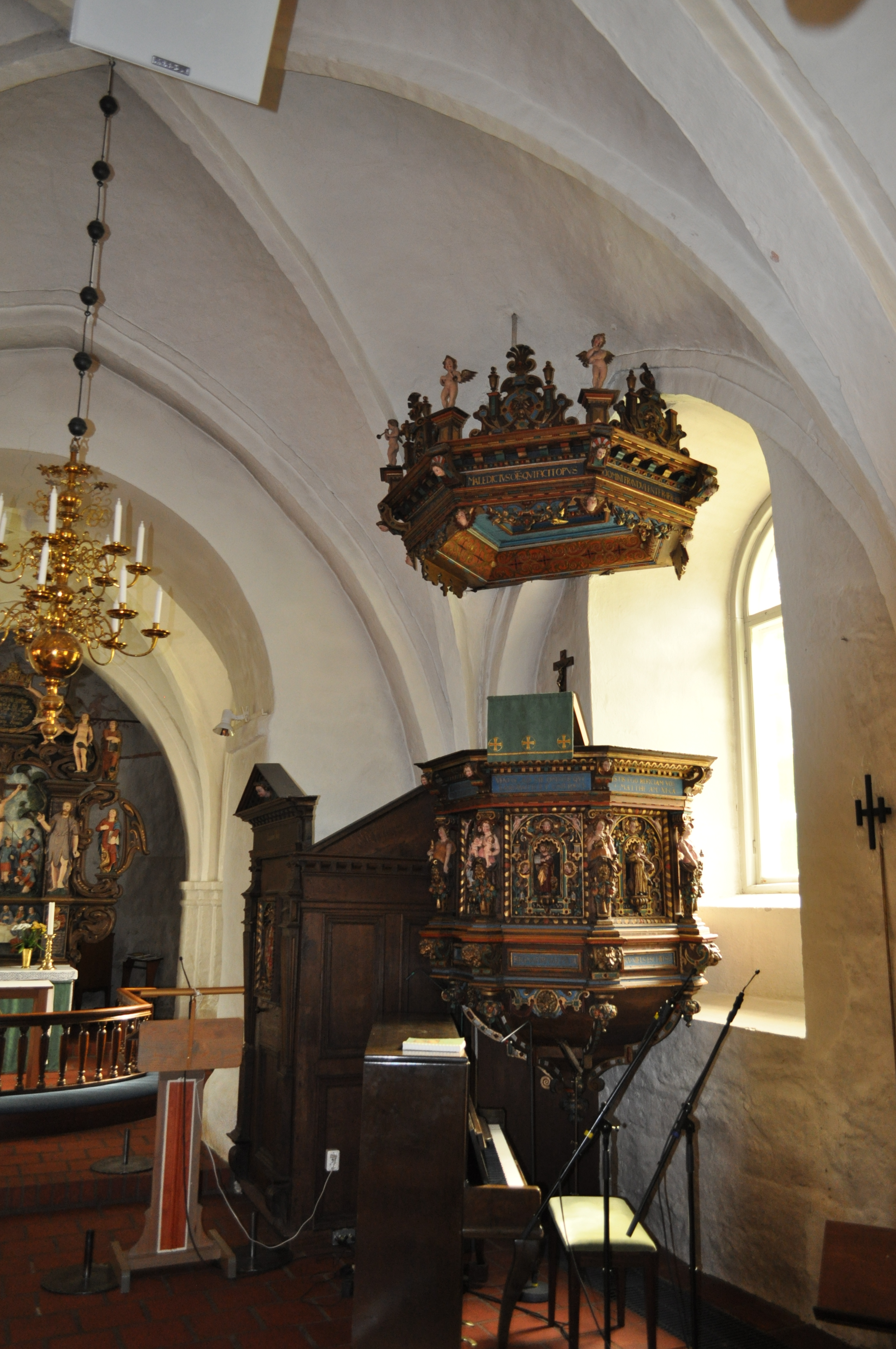
Predikstolen
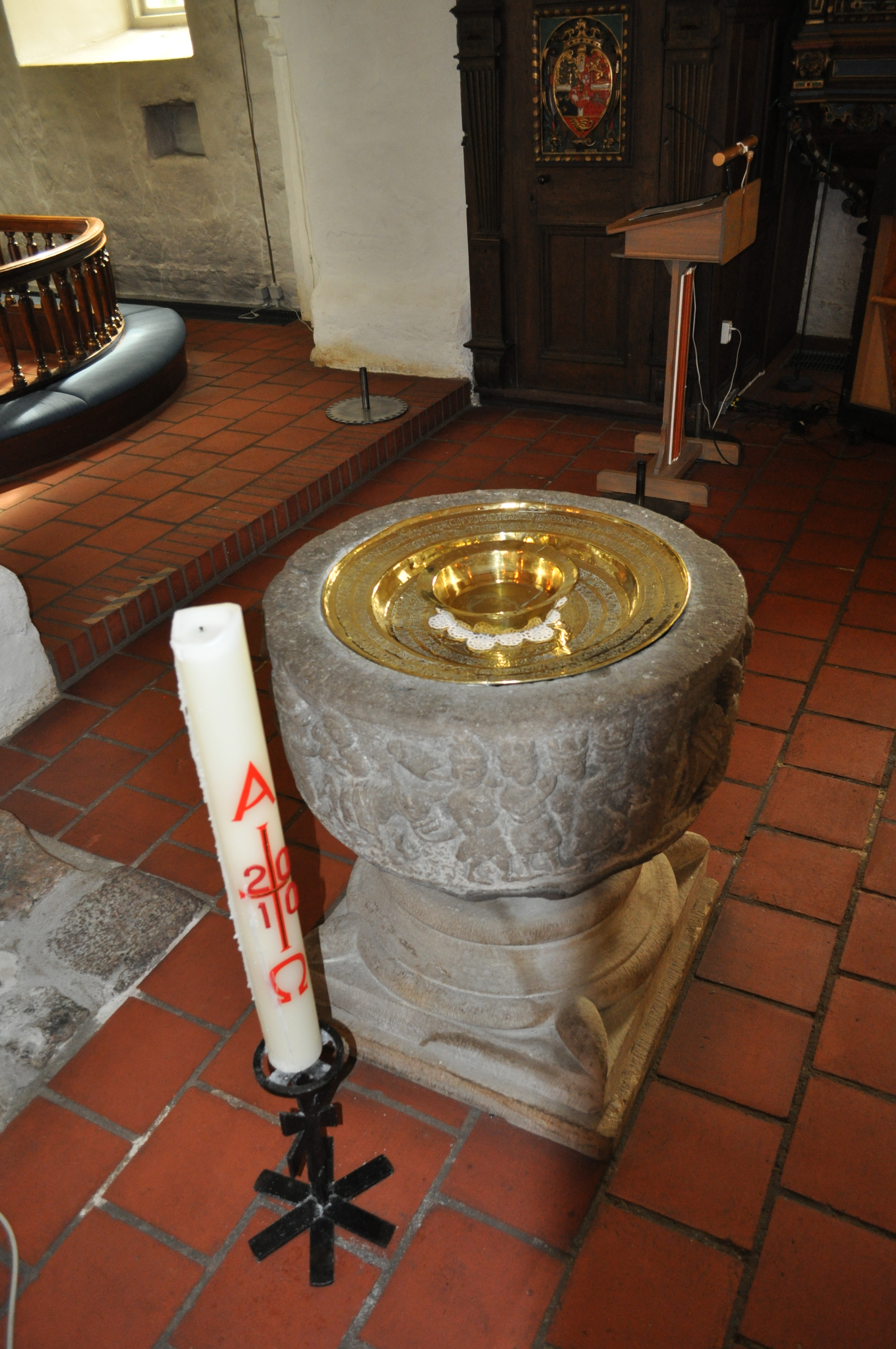
Dopfunten
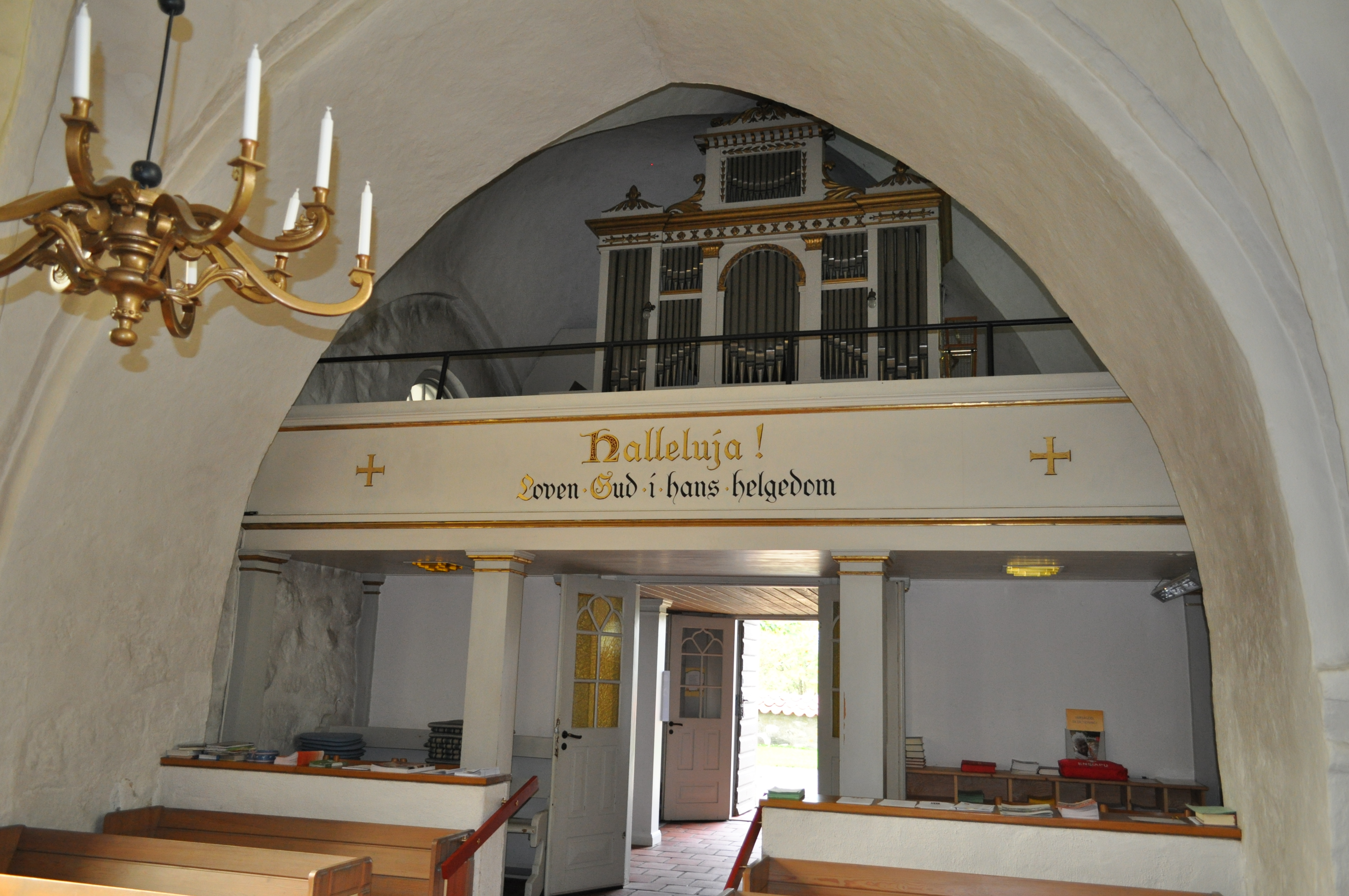
Interiör mot väster